# Società Podistica Lazio 1912-1913
Questa voce raccoglie le informazioni riguardanti la Società Podistica Lazio nella stagione 1912-1913.

## Stagione
La Lazio nella stagione 1912-1913 fa il suo esordio nel campionato di Prima Categoria. Si classifica al primo posto nel Torneo centro-meridionale - Sezione laziale. Qualificata alla semifinale dell'Italia centrale contro la Virtus Juventusque di Livorno, vince il doppio confronto e accede alla finale centro-meridionale contro il Naples: vincendo a Napoli per 2-1 e pareggiando a Roma per 1-1, può disputare la finalissima del campionato di Prima Categoria. Perde contro la Pro Vercelli per 6-0 nella gara disputata a Genova.

## Rosa
| N. |                   | Ruolo | Calciatore                  |
| -- | ----------------- | ----- | --------------------------- |
|    | Italia (bandiera) | P     | Lorenzo Gaslini             |
|    | Italia (bandiera) | P     | Guido Levi I                |
|    | Italia (bandiera) | D     | Gerardo Branca              |
|    | Italia (bandiera) | D     | Gino Donati                 |
|    | Italia (bandiera) | D     | Mario Levi II               |
|    | Italia (bandiera) | D     | Carlo Maranghi              |
|    | Italia (bandiera) | D     | Attilio Zoppi II            |
|    | Italia (bandiera) | C     | Alessandri II               |
|    | Italia (bandiera) | C     | Vincenzo Di Napoli I        |
|    | Italia (bandiera) | C     | Leonardo Luigi Di Napoli II |
|    | Italia (bandiera) | C     | Augusto Faccani             |
|    | Italia (bandiera) | C     | Angelo Zucchi II            |
|    | Italia (bandiera) | A     | Sante Ancherani             |
|    | Italia (bandiera) | A     | Marcello Consiglio          |
|    | Italia (bandiera) | A     | Amedeo Coraggio             |

| N. |                   | Ruolo | Calciatore                     |
| -- | ----------------- | ----- | ------------------------------ |
|    | Italia (bandiera) | A     | Corrado Corelli I              |
|    | Italia (bandiera) | A     | Giuseppe Fioranti I (capitano) |
|    | Italia (bandiera) | A     | Rodolfo Folpini                |
|    | Italia (bandiera) | A     | Attilio Margaritora            |
|    | Italia (bandiera) | A     | Mario Raffo                    |
|    | Italia (bandiera) | A     | Fernando Saraceni I            |
|    | Italia (bandiera) | P     | Remo Forlivesi                 |
|    | Italia (bandiera) | D     | Alessandri I                   |
|    | Italia (bandiera) | C     | Francesco Rizzolini            |
|    | Italia (bandiera) | A     | Renato Grasselli               |
|    | Italia (bandiera) | A     | Enrico Laviosa                 |
|    | Italia (bandiera) | A     | Arnaldo Perugini               |
|    | Italia (bandiera) | A     | Luigi Riccardi                 |
|    | Italia (bandiera) | A     | Ezio Zoppi I                   |

## Risultati

### Prima Categoria

#### Girone Laziale

##### Girone di andata
| Arbitro: | Sansoni (Roma) |

|                                                          |           |  |
| Folpini 20’, ?’ Consiglio ?’ Saraceni I ?’ Fioranti I ?’ | Marcatori |  |

| Arbitro: | Lombardo (Roma) |

|                                                                                                  |           |                   |
| Folpini ?’, ?’, ?’, ?’, ?’, ?’, ?’ Saraceni I ?’, ?’, ?’ Consiglio ?’ A. Faccani ?’ Corelli I ?’ | Marcatori | 70’ De Berardinis |

| Arbitro: | Caroncini (Roma) |

|                                                                           |           |                           |
| Saraceni I 6’, 11’, 20’, 30’, 54’, 75’, 88’ Corelli I 44’ Consiglio I 66’ | Marcatori | 47’ Marchesi 65’ De Giuli |

| Arbitro: | Goetzlof (Genova) |

|                         |           |                               |
| Krump 13’ Fiammazzo 42’ | Marcatori | 53’ Saraceni I 75’ Fioranti I |

##### Girone di ritorno
| Arbitro: | Modena (Brescia) |

|                                                       |           |                             |
| Folpini 9’, 71’, 75’ Consiglio 43’, 49’ Corelli I 64’ | Marcatori | 5’ Galassi I 61’ Galassi II |

| Roma 15 dicembre 1912 6ª giornata                                                                                  | Pro Roma  | 0 – 9                                                                            | Lazio | Campo di Porta San Paolo |
| \| \| \| \| \| \| Marcatori \| 14’, 29’, 33’, 40’, 65’ Saraceni I 37’, 73’ Fioranti I 89’ Folpini 48’ Corelli I \| |           |                                                                                  |       |                          |
| |           |                                                                                  |       |                          |
| | Marcatori | 14’, 29’, 33’, 40’, 65’ Saraceni I 37’, 73’ Fioranti I 89’ Folpini 48’ Corelli I |       |                          |

| Arbitro: | Bayon (Napoli) |

|                           |           |                       |
| Alberti Faccani ?’ (aut.) | Marcatori | ?’ Raffo ?’ Consiglio |

| Arbitro: | Palmieri (Roma) |

|                                                   |           |  |
| Folpini 23’, 60’, 71’ Corelli I 30’ Consiglio 58’ | Marcatori |  |

#### Semifinale Italia Centrale
| Arbitro: | Pippo (Genova) |

|                |           |                                            |
| Baroncelli 20’ | Marcatori | 50’ Saraceni I 55’ Coraggio 60’ Fioranti I |

| Arbitro: | Radice |

|                                         |           |  |
| Consiglio 6’ Saraceni I 61’ Folpini 65’ | Marcatori |  |

#### Finale centro-meridionale
| Arbitro: | Reichlin (Napoli) |

|        |           |                   |
| Troise | Marcatori | ?’, 89’ Consiglio |

| Arbitro: | Malvano (Torino) |

|               |           |                   |
| Corelli I 31’ | Marcatori | 55’ (aut.) Levi I |

#### Finalissima
| Arbitro: | Pippo (Genova) |

|                                                           |           |  |
| Berardo 8’, 90’ Rampini I 38’ Milano I 79’ Corna 82’, 83’ | Marcatori |  |

## Statistiche

### Statistiche di squadra
| Competizione                        | Punti | In casa | In casa | In casa | In casa | In casa | In casa | In trasferta | In trasferta | In trasferta | In trasferta | In trasferta | In trasferta | Totale | Totale | Totale | Totale | Totale | Totale | DR  |
| Competizione                        | Punti | G       | V       | N       | P       | Gf      | Gs      | G            | V            | N            | P            | Gf           | Gs           | G      | V      | N      | P      | Gf     | Gs     | DR  |
| ----------------------------------- | ----- | ------- | ------- | ------- | ------- | ------- | ------- | ------------ | ------------ | ------------ | ------------ | ------------ | ------------ | ------ | ------ | ------ | ------ | ------ | ------ | --- |
| Prima Categoria - Lazio             | 18    | 5       | 5       | 0       | 0       | 34      | 3       | 5            | 3            | 2            | 0            | 21           | 6            | 10     | 8      | 2      | 0      | 55     | 9      | +46 |
| Prima Categoria - Finale Centro     | 4     | 1       | 1       | 0       | 0       | 3       | 0       | 1            | 1            | 0            | 0            | 3            | 1            | 2      | 2      | 0      | 0      | 6      | 1      | +5  |
| Prima Categoria - Finale centro-sud | 3     | 1       | 0       | 1       | 0       | 1       | 1       | 1            | 1            | 0            | 0            | 2            | 1            | 2      | 1      | 1      | 0      | 3      | 2      | +1  |
| Prima Categoria - Finalissima       | -     | 0       | 0       | 0       | 0       | 0       | 0       | 0            | 0            | 0            | 0            | 0            | 0            | 1      | 0      | 0      | 1      | 0      | 6      | -6  |

### Statistiche dei giocatori
| Giocatore       | 1ª Categoria | 1ª Categoria |
| Giocatore       | Presenze     | Reti         |
| --------------- | ------------ | ------------ |
| G. Branca       | 1            | 1            |
| M. Consiglio    | 13           | 9            |
| A. Coraggio     | 13           | 1            |
| C. Corelli      | 12           | 7            |
| V. Di Napoli    | 6            | 0            |
| G. Donati       | 3            | 0            |
| A. Faccani      | 13           | 1            |
| G. Fioranti     | 13           | 5            |
| R. Folpini      | 13           | 16           |
| L. Gaslini      | 5            | 0            |
| R. Grasselli    | 1            | 0            |
| G. Levi (I)     | 8            | 0            |
| M. Levi (II)    | 12           | 0            |
| C. Maranghi     | 4            | 0            |
| M. Raffo        | 1            | 0            |
| F. Rizzolini    | 1            | 0            |
| F. Saraceni (I) | 13           | 19           |
| E. Zoppi (I)    | 1            | 0            |
| A. Zucchi (II)  | 11           | 0            |